# C/2019 A9 (PANSTARRS)
C/2019 A9 (PANSTARRS) — комета, яка була відкрита 14 січня 2019 року; була 20.3m на час відкриття. Абсолютна величина комети разом з комою становить 4.6m.